# Доннас
Донна́с (фр. Donnas) — коммуна в Италии, располагается в автономном регионе Валле-д’Аоста.
Население составляет 2622 человека (2012 г.), плотность населения составляет 79 чел./км². Занимает площадь 34 км². Почтовый индекс — 11020. Телефонный код — 0125.
Покровителем города почитается святой апостол Пётр в оковах. Праздник города ежегодно празднуется 29 июня.

## Демография
Динамика населения:

## Галерея

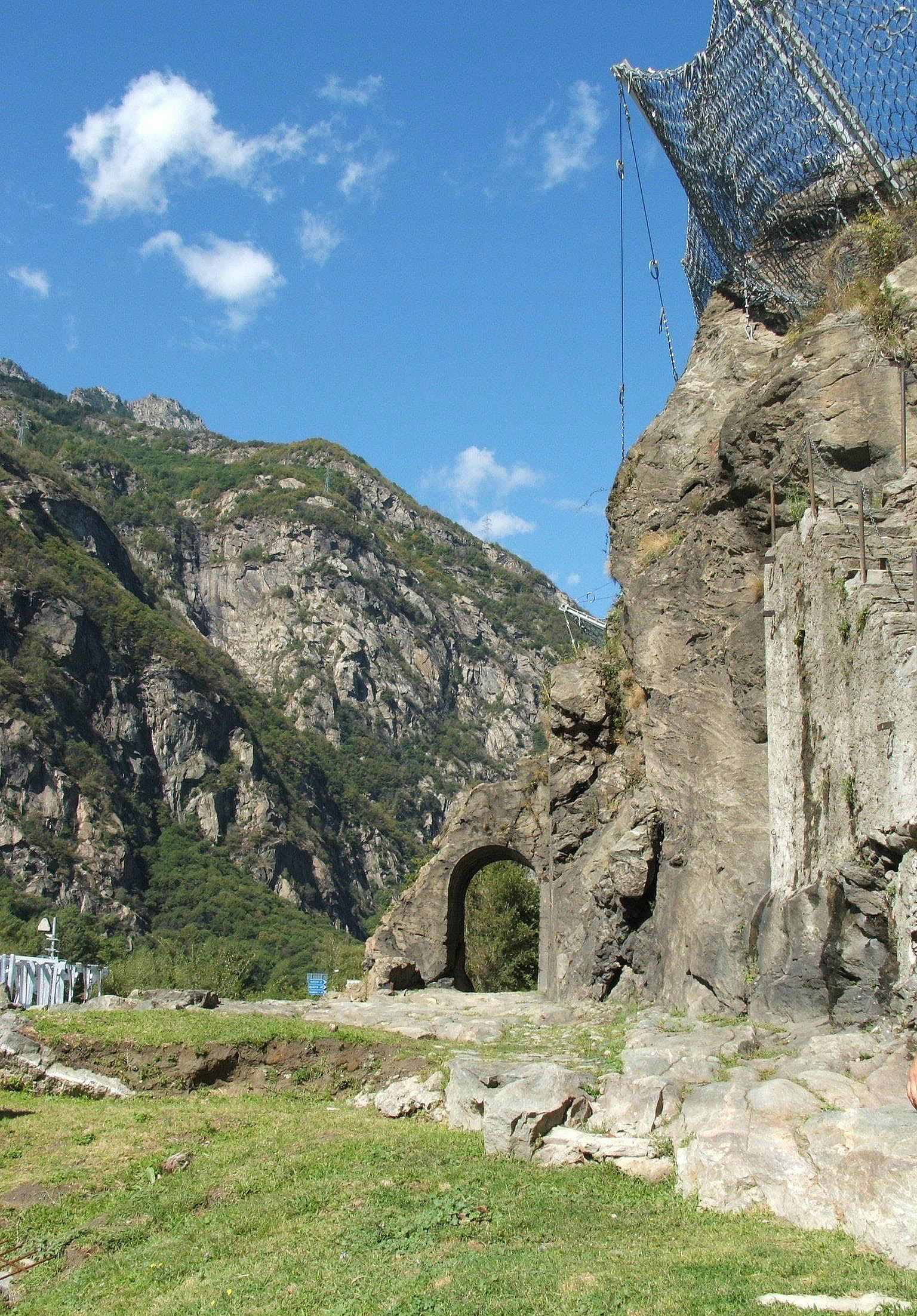
Галльская дорога на въезде в город
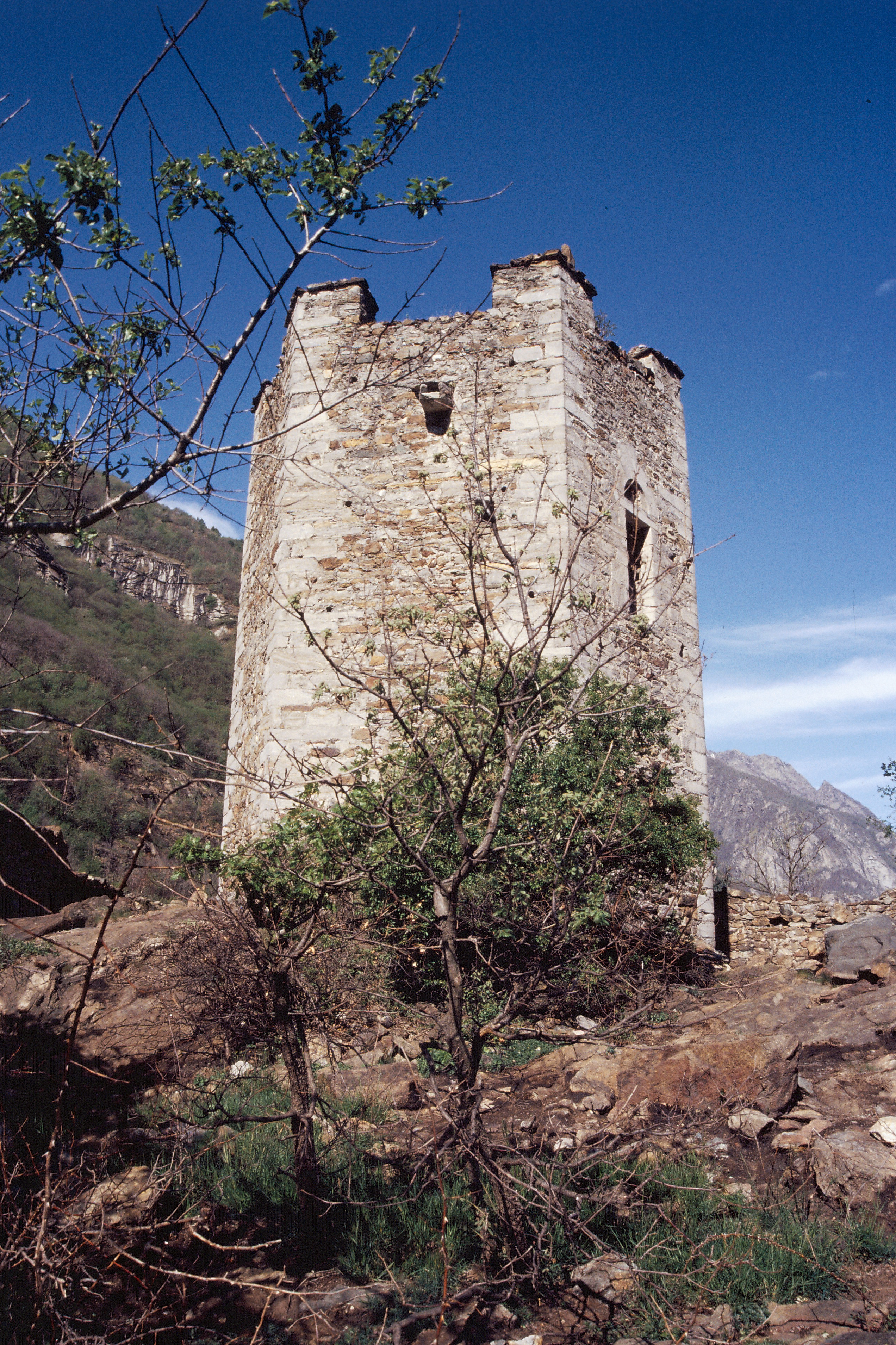
Башня Прамоттон
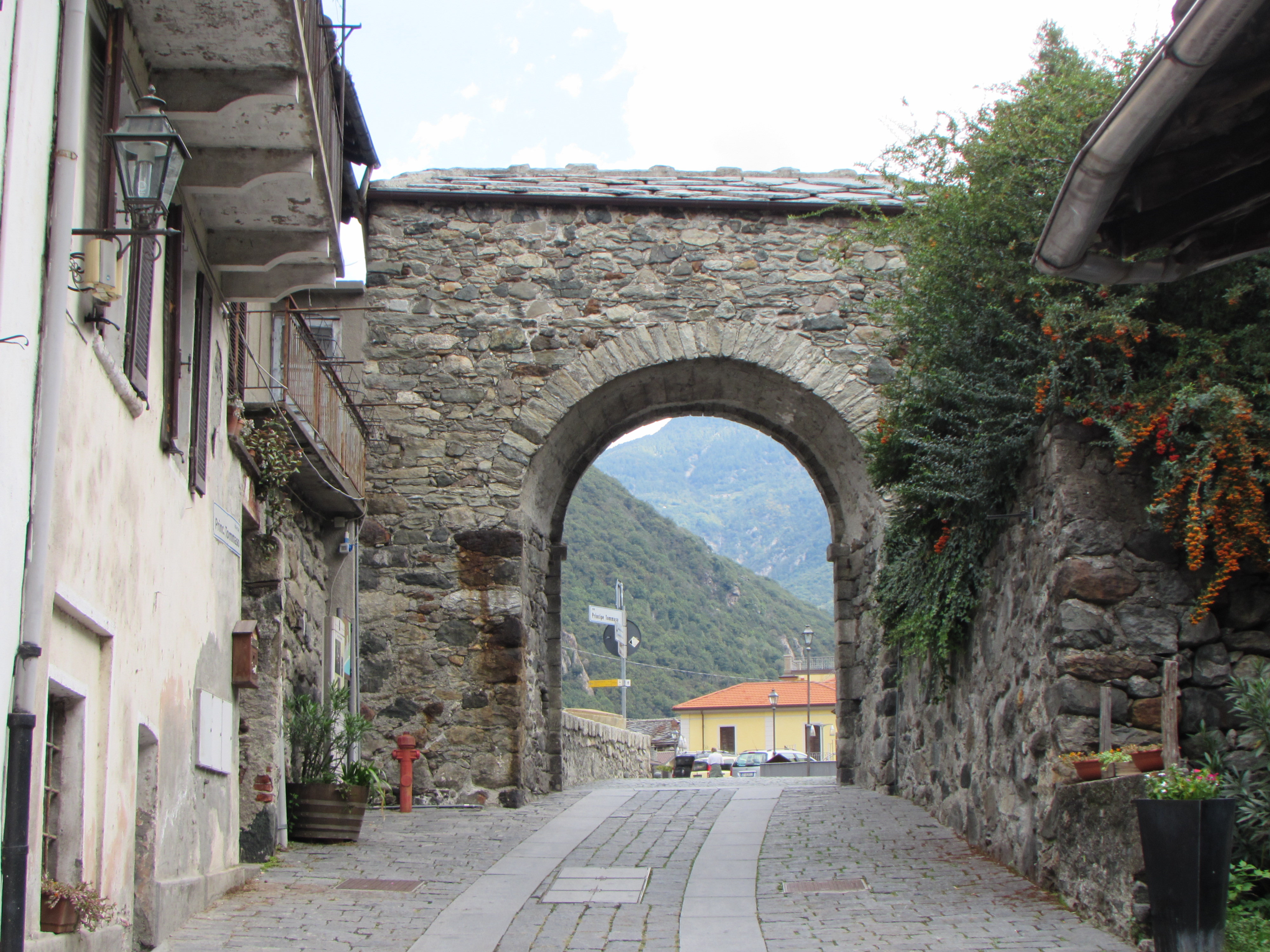
Римская арка на въезде в город
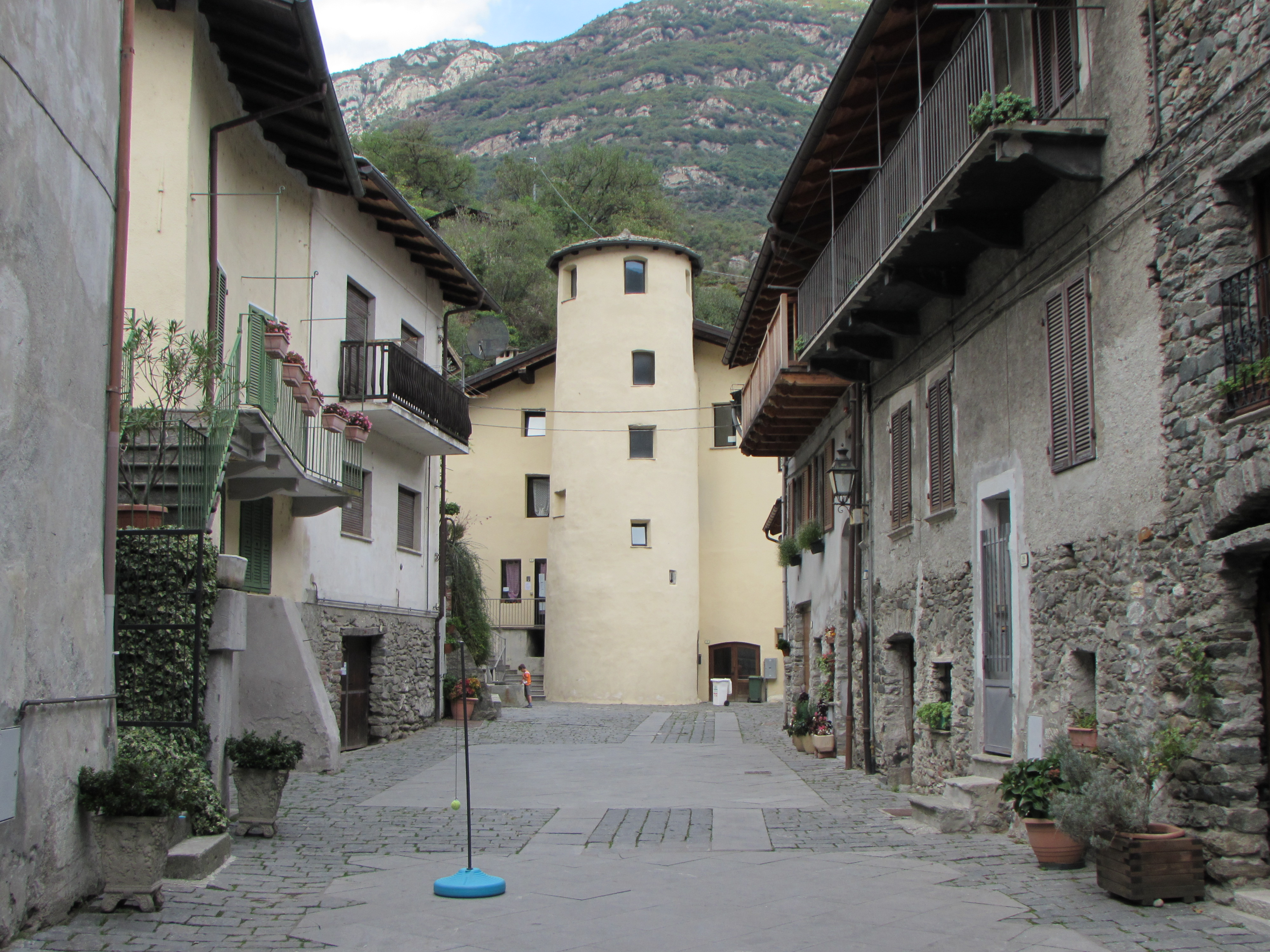
Палаццо Энриелли
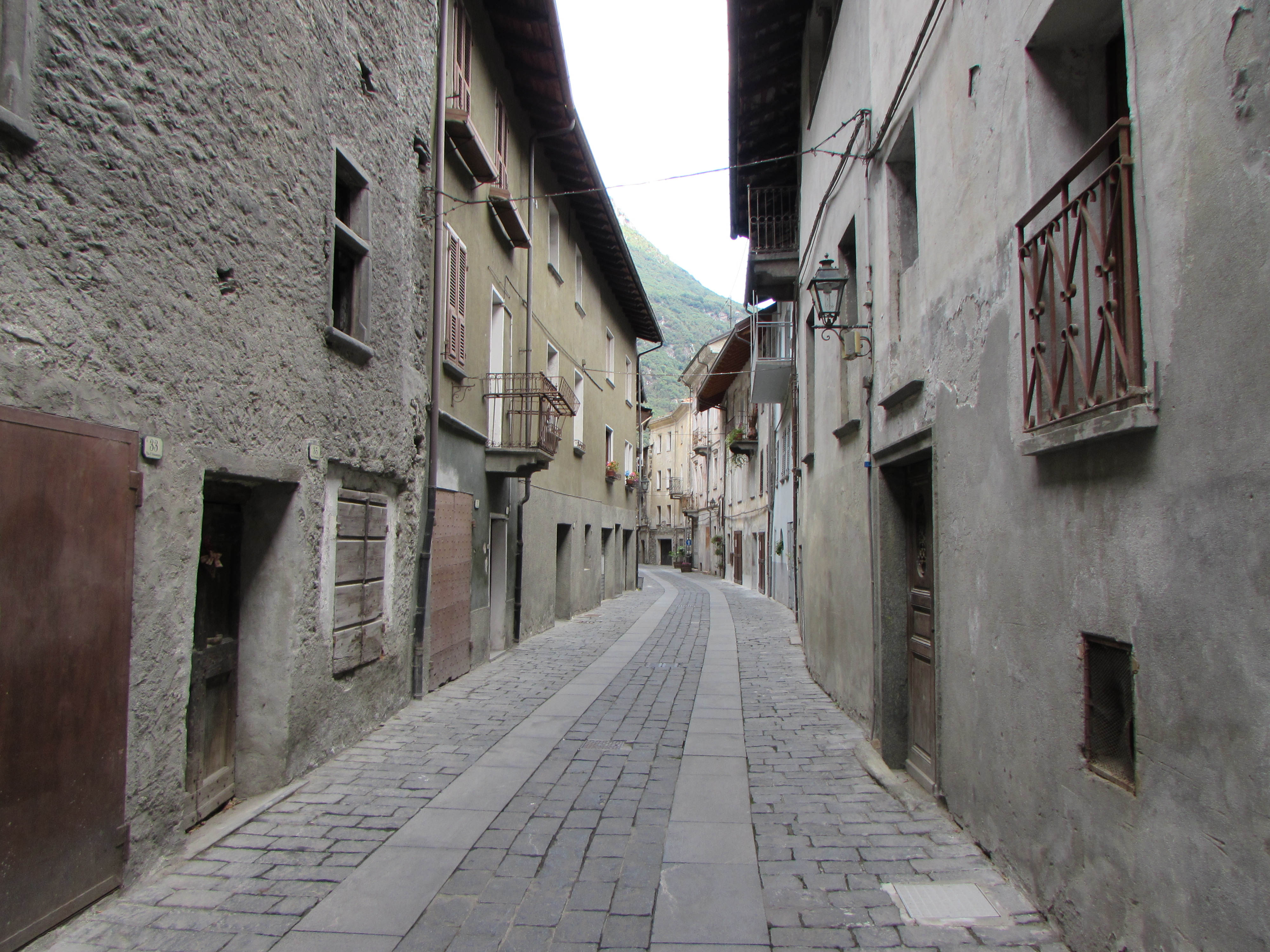
Центральная улица